# Aslamidium quatuordecimmaculatum
Aslamidium quatuordecimmaculatum is een keversoort uit de familie bladkevers (Chrysomelidae). De wetenschappelijke naam van de soort werd in 1811 gepubliceerd door Latreille.